# Hochfest
Ein Hochfest (lateinisch sollemnitas) ist in der liturgischen Ordnung der katholischen Kirche ein Festtag des Kirchenjahres mit dem höchsten liturgischen Rang vor Festen, gebotenen Gedenktagen und nichtgebotenen Gedenktagen.
Die Feier der Hochfeste beginnt traditionell mit der ersten Vesper am Abend des vorausgehenden Tages. 
Die Hochfeste nehmen wichtige Glaubensinhalte oder besonders bedeutende Heilige in den Blick.
Ebenso wird jeder Tag der Osteroktav (Ostersonntag bis Weißer Sonntag) wie ein Hochfest begangen. Fallen ein Hochfest und eine Feier niedrigeren Ranges auf denselben Tag, so hat das Hochfest den Vorrang. Hochfeste haben während der Zeit im Jahreskreis einen höheren liturgischen Rang als die Sonntage, die sonst vor allen anderen Festen und Gedenktagen Vorrang haben. In den liturgisch geprägten Zeiten (Fastenzeit, Osterzeit, Advent, Weihnachtszeit) haben jedoch deren Sonntage den Vorrang vor Hochfesten. Hochfeste, die in dieser Zeit mit einem Sonntag zusammenfallen, werden am nächstmöglichen Tag nachgefeiert. Hochfeste, die in die Karwoche oder in die Osteroktav fallen, werden am Montag nach dem Weißen Sonntag nachgefeiert. Fallen beide möglichen Hochfeste (der Josefstag am 19. März und Verkündigung des Herrn am 25. März) in diesen Zeitraum, wird der Josefstag auf den Samstag vor Palmsonntag vorverlegt und das Hochfest der Verkündigung des Herrn am Montag nach dem Weißen Sonntag gefeiert. 
Die Klassifizierung im liturgischen Festkalender wurde im Rahmen der Liturgiereform mit der Neuordnung des Kirchenjahres und des Römischen Generalkalenders nach dem Zweiten Vatikanischen Konzil am 14. Februar 1969 durch das Motu proprio Mysterii paschalis von Papst Paul VI. approbiert und mit dem 1. Januar 1970 in Kraft gesetzt. Sie löste eine seit dem 16. Jahrhundert geltende differenzierte Rangordnung liturgischer Feiern ab. 

## Liste der Hochfeste

### Hochfeste des Herrn
- Geburt des Herrn (Weihnachten) (25. Dezember)
- Erscheinung des Herrn (6. Januar)
- Verkündigung des Herrn (25. März)
- Ostern (beweglicher Festtermin, siehe Osterdatum)
- Christi Himmelfahrt (40. Tag nach Ostern)
- Pfingsten (50. Tag nach Ostern)
- Dreifaltigkeitsfest (Sonntag nach Pfingsten)
- Fronleichnam (Donnerstag der 2. Woche nach Pfingsten)
- Herz-Jesu-Fest (Freitag der dritten Woche nach Pfingsten)
- Christkönigsfest (letzter Sonntag im Jahreskreis)

Von keinem anderen Fest verdrängt werden gemäß der liturgischen Rangordnung zudem:
- die Sonntage des Advents, der Fastenzeit und der Osterzeit
- die Tage der Karwoche von Montag bis Gründonnerstag
- die Tage des Triduum Sacrum Karfreitag und Karsamstag
- die Tage der Osteroktav

### Hochfeste der Gottesmutter
- Hochfest der ohne Erbsünde empfangenen Jungfrau und Gottesmutter Maria (8. Dezember)
- Hochfest der Gottesmutter Maria (1. Januar)
- Hochfest der Aufnahme Mariens in den Himmel (15. August)

### Hochfeste der Heiligen
- Hochfest des hl. Josef, Bräutigam der Gottesmutter Maria (19. März)
- Geburt des hl. Johannes des Täufers (24. Juni)
- Hochfest der hll. Apostel Petrus und Paulus (29. Juni)
- Allerheiligen (1. November)
- Allerseelen (2. November) nimmt eine besondere Stellung ein: Es ist im Kalender zwar nicht als Hochfest ausgewiesen, wird aber in der liturgischen Rangordnung in Kategorie I.3 mit den Hochfesten des Herrn, der Jungfrau Maria und jener Heiligen, die im Generalkalender verzeichnet sind, auf eine Stufe gestellt.

### Eigenhochfeste
Außerdem gibt es liturgische Fest- oder Gedenktage, die nur in bestimmten Orten, Regionen oder Gemeinschaften als Hochfest begangen werden, sogenannte Eigenhochfeste (etwa der Weihetag einer Kirche, das Fest eines Kirchen-, Orts- oder Diözesanpatrons, in Orden und Genossenschaften z. B. die Feste der Gründer oder des Patroziniums).